# Espacio de parámetros
El espacio de parámetros es el espacio de posibles valores de parámetros que definen un modelo matemático particular, a menudo un subconjunto del espacio euclidiano de dimensión finita. A menudo, los parámetros son entradas de una función, en cuyo caso el término técnico para el espacio de parámetros es el dominio de una función. Los rangos de valores de los parámetros pueden formar los ejes de una gráfica, y los resultados particulares del modelo pueden trazarse contra estos ejes para ilustrar cómo diferentes regiones del espacio de parámetros producen diferentes tipos de comportamiento en el modelo.
En estadística, los espacios de parámetros son particularmente útiles para describir familias paramétricas de distribuciones de probabilidad. También forman la base para la estimación de parámetros. En el caso de estimadores de extremos para modelos paramétricos, una determinada función objetivo se maximiza o minimiza en el espacio de parámetros. Los teoremas de existencia y consistencia de tales estimadores requieren algunos supuestos sobre la topología del espacio de parámetros. Por ejemplo, la compacidad del espacio de parámetros, junto con la continuidad de la función objetivo, es suficiente para la existencia de un estimador de extremos. 

## Ejemplos
- Un modelo simple de deterioro de la salud después de desarrollar cáncer de pulmón podría incluir los dos parámetros género[2] y fumador/no fumador, en cuyo caso el espacio de parámetros es el siguiente conjunto de cuatro posibilidades: {(Hombre, fumador), (Hombre, no fumador), (Mujer, fumadora), (Mujer, no fumadora)}.

- El mapa logístico {\displaystyle x_{n+1}=rx_{n}(1-x_{n})} tiene un parámetro, r, que puede tomar cualquier valor positivo. Por tanto, el espacio de parámetros son números reales positivos.

Para algunos valores de r, esta función termina circulando alrededor de unos pocos valores, o fijada en un valor. Estos valores a largo plazo se pueden graficar contra r en un diagrama de bifurcación para mostrar los diferentes comportamientos de la función para diferentes valores de r.
- En un modelo de onda sinusoidal {\displaystyle y(t)=A\cdot \sin(\omega t+\phi ),} los parámetros son amplitud A > 0, frecuencia angular ω > 0 y fase φ ∈ S1. Por tanto, el espacio de parámetros es {\displaystyle R^{+}\times R^{+}\times S^{1}.}

- En dinámica compleja, el espacio de parámetros es el plano complejo C = {z = x + y i : x, y ∈ R}, donde i2 = − 1.

El famoso conjunto de Mandelbrot es un subconjunto de este espacio de parámetros, que consta de los puntos en el plano complejo que dan un conjunto acotado de números cuando una función iterada particular se aplica repetidamente desde ese punto de partida. Los puntos restantes, que no están en el conjunto, dan un conjunto ilimitado de números (tienden al infinito) cuando esta función se aplica repetidamente desde ese punto de partida.
- En el aprendizaje automático, una red neuronal artificial es un modelo que consta de un gráfico dirigido, con pesos (números reales) en los bordes del gráfico. El espacio de parámetros se conoce como espacio de peso, y el "aprendizaje" consiste en actualizar los parámetros, la mayoría de las veces mediante descenso de gradiente o alguna variante.

## Historia
El espacio de parámetros contribuyó a la liberación de la geometría de los confines del espacio tridimensional. Por ejemplo, el parámetro espacio de esferas en tres dimensiones tiene cuatro dimensiones: tres para el centro de la esfera y otra para el radio. Según Dirk Struik, fue el libro Neue Geometrie des Raumes (1849) de Julius Plücker el que mostró
...la geometría no necesita basarse únicamente en puntos como elementos básicos. Se pueden utilizar líneas, planos, círculos, esferas como elementos (Raumelemente) en los que se puede basar una geometría. Esta fértil concepción arrojó nueva luz sobre la geometría tanto sintética como algebraica y creó nuevas formas de dualidad. El número de dimensiones de una forma particular de geometría ahora podría ser cualquier número positivo, dependiendo del número de parámetros necesarios para definir el "elemento".
El requisito de dimensiones más altas se ilustra con la geometría lineal de Plücker. Struik escribe
La geometría de líneas [de Plücker] en el espacio tridimensional podría considerarse como una geometría de cuatro dimensiones, o, como Klein ha enfatizado, como la geometría de un cuadriculado de cuatro dimensiones en un espacio de cinco dimensiones.
Por tanto, el cuadriculado de Klein describe los parámetros de las líneas en el espacio.